# Sasa hibaconuca
Sasa hibaconuca är en gräsart som beskrevs av Gen-Iti Koidzumi. Sasa hibaconuca ingår i släktet sasabambu, och familjen gräs. Inga underarter finns listade i Catalogue of Life.